# Lyngspollen
Lyngspollen est une localité du comté de Troms, en Norvège.

## Géographie
Administrativement, Lyngspollen fait partie de la kommune de Lyngen.